# Lionel Jospin
Lionel Jospin [žospén] (* 12. července 1937 Meudon) je francouzský socialistický politik (strana Parti socialiste). V letech 1988–1992 byl ministr kultury, v letech 1997 až 2002 byl francouzským premiérem.

## Biografie
V roce 1995 byl kandidátem Parti socialiste na prezidenta, překvapivě vyhrál první kolo voleb (porazil favorizované pravicové kandidáty Édouarda Balladura a Jacquesa Chiraca, v druhém však podlehl Chiracovi. V roce 1997, kdy jeho strana vyhrála předčasné parlamentní volby, se Jospin stal premiérem. V roce 2002 se jako kandidát na prezidenta překvapivě těsně nedostal do druhého kola prezidentských voleb (předehnal ho politik extrémní pravice Jean-Marie Le Pen) a Jospin se poté z klíčových politických pozic stáhl.

## Vyznamenání
- komandér Řádu akademických palem, Francie, 1988[1]
- velkokříž Národního řádu za zásluhy, Francie, 1997[1]
- důstojník Národního řádu Québecu, Québec, 1998[2]
- velkokříž Řádu rumunské hvězdy, Rumunsko, 1999
- velkokříž Řádu za zásluhy Polské republiky, Polsko, 2000[3]
- Medaile Betlém 2000, Palestina, 2000
- velkodůstojník Řádu čestné legie, Francie, 2008[1]
- velkokříž Řádu čestné legie, Francie, 31. prosince 2015[1][4]
- velkokříž Záslužného řádu Maďarské republiky, Maďarsko
- velkokříž Norského královského řádu za zásluhy, Norsko